# Radiotelevisiun Svizra Rumantscha

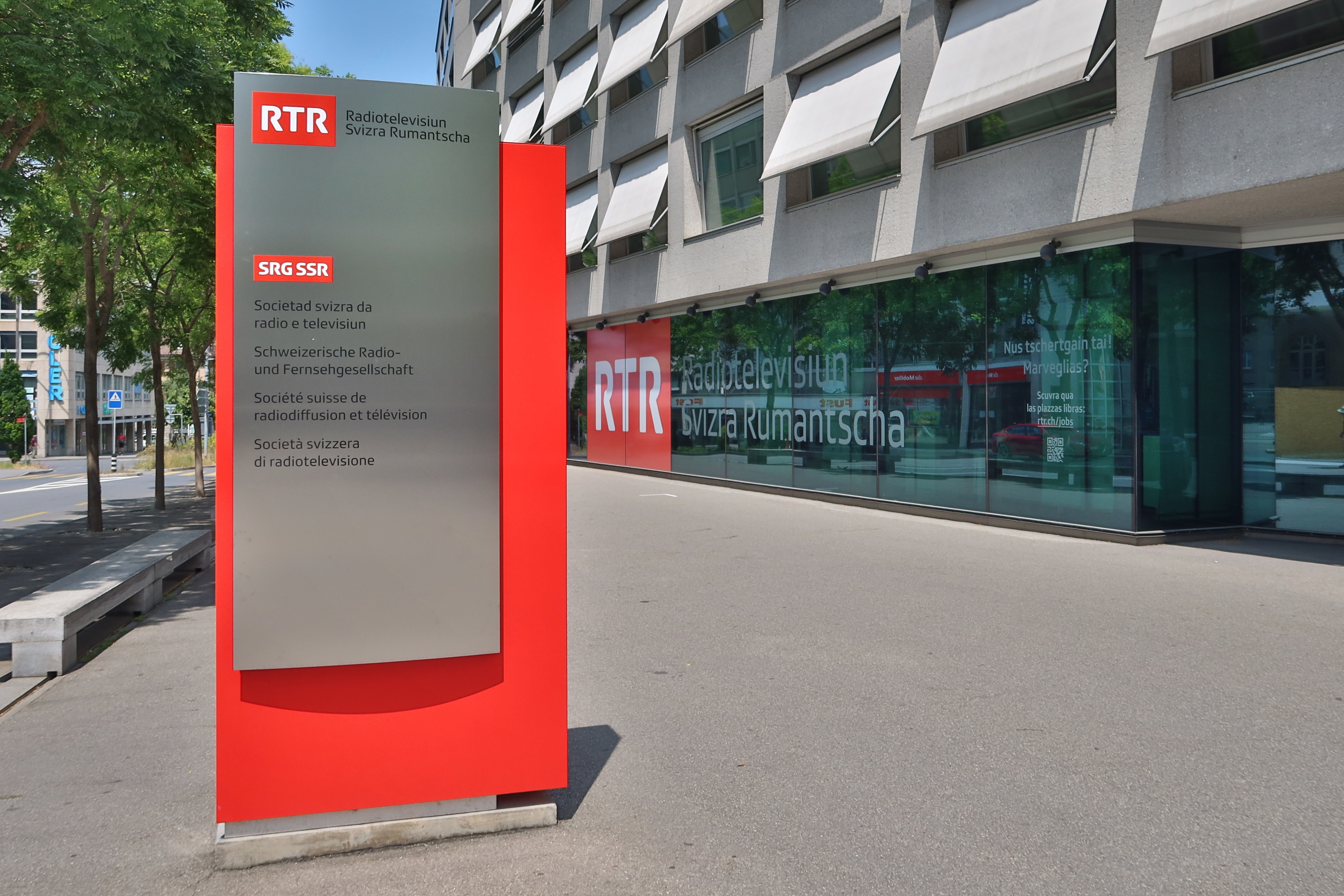
RTR in Chur (2023)

Logo von RTR

Die Radiotelevisiun Svizra Rumantscha (RTR) (vorheriger Name bis zum 31. Dezember 2010 Radio e Televisiun Rumantschaⓘ) ist ein Tochterunternehmen des Schweizer Medienunternehmens SRG SSR. RTR, mit Sitz in Chur, erbringt als einziges Unternehmen für elektronische Medien den Service public für die «Svizra rumantscha», das traditionell rätoromanischsprachige Gebiet Graubündens, eine der vier Sprachregionen der Schweiz. Seit 1938 ist das Rätoromanische als Landessprache und seit 1996 als Teilamtssprache des Bundes anerkannt.
Die RTR hat rund 130 Vollzeitstellen, verteilt auf rund 166 Personen (2021). Über das eigentliche rätoromanische Sprachgebiet hinaus sieht sich das Unternehmen in einer «Brückenfunktion im sprachlich uneinheitlichen Graubünden, für die rätoromanische Diaspora in der ganzen Schweiz und jenseits der Landesgrenze.»
Direktor ist seit 2021 Nicolas Pernet. Chefredaktor seit 2017 Flavio Bundi.

## Radio
Das seit 1925 existierende Radio RTR (vorheriger Name bis 2019: Radio Rumantsch (RR)) wurde 1954 in die SRG integriert. Die erste romanische Radiosendung wurde bereits am 11. September 1924 über die Schweizer Radiogesellschaft aus Höngg bei Zürich gesendet. Seither wurde die Sendezeit kontinuierlich erweitert. 
Die Sendungen wurden, vermehrt ab der Anerkennung als Landessprache und regelmässig ab 1943, im Studio Zürich produziert und über Radio Beromünster gesendet. Ab 1958 wurden gezielt Lokalsendungen, immer noch aus Zürich, über Radio DRS verbreitet. Erst 1966 wurde in Chur ein kleines Studio für rätoromanische Sendungen eingerichtet, die im Radioprogramm DRS 2 ausgestrahlt wurden. Ab den 1970er-Jahren wurde dem Rätoromanischen ein grösserer Stellenwert eingeräumt. Heute sendet Radio RTR 24 Stunden in rätoromanischer Sprache. Einzelne Informationssendungen (Rendez-vous, Echo der Zeit, nächtliche Nachrichten) werden von Schweizer Radio SRF übernommen. 
Das Programm von Radio RTR richtet sich an ein breites Publikum: vielseitige Unterhaltung, lokale bis internationale Informationen, Sportberichte und während 24 Stunden ein Musikprogramm, das von aktueller Unterhaltungsmusik über Schlager, Volksmusik bis zu Oldies reicht. Als Spezialität bringt Radio RTR auch authentische Musik aus der Svizra rumantscha in all ihren Schattierungen, von Chorgesang über Brass bis Pop und Rock. Nicht selten handelt es sich um Eigenaufnahmen, die darum exklusiv auf Radio RTR zu hören sind und dank dem Archiv von RTR zugänglich bleiben. Das Programm wird via DAB+ in der ganzen Schweiz verbreitet. Über das Sendernetz der Rundfunk-Anstalt Südtirol wird das Programm auch in Südtirol über UKW-Rundfunk und DAB+ ausgestrahlt.

## Fernsehen
Die erste Fernsehsendung in rätoromanischer Sprache wurde 1963 übertragen und 1975 das Ressort Televisiun Rumantscha geschaffen. 1995 spaltete sich die «Radio e Televisiun Rumantscha» (RTR mit TvR und RR) vom deutschschweizerischen Radio und Fernsehen DRS ab und wurde zur unabhängigen Einheit innerhalb der SRG. Heute sendet Televisiun Rumantscha (TR) seine Beiträge in rätoromanischer Sprache auf dem Fernsehkanal SRF 1, so den Telesguard (Tagesschau) von Montag bis Freitag, den Minisguard (Informationssendung für Kinder) am Samstag und die Cuntrasts am Sonntag. Die Sendungen werden jeweils auf Deutsch über den Teletext untertitelt. Die Telesguard-Sendung wird zudem auf SRF info und RSI LA 2 wiederholt.

## Online
www.rtr.ch ist seit 1997 die Website mit ergänzenden Informationen zu den Radio- und Fernsehprogrammen von RTR. Seit Anfang 2005 stehen zum Beispiel sämtliche Informationssendungen von Radio RTR und Televisiun Rumantsch als Ton- und Videobeiträge zur Verfügung. Seit 2006 existiert eine Onlineredaktion, die für die Inhalte der Webseite zuständig ist. Erweitert wurde das Angebot 2007 mit der Plattform «Battaporta» für die Jugendlichen. Alle Audio- und Videobeiträge sind auch in der App Play RTR abrufbar. Im Dezember 2020 veröffentlichte RTR ihre erste rätoromanische, fiktionale Webserie «Metta da fein».

## Nutzung
Rund zwei Drittel der rätoromanischen Bevölkerung nutzen die Programme der RTR, der durchschnittliche Marktanteil des Radioprogramms in dieser Zielgruppe lag im Sendegebiet bei 61 % («Hörer gestern» 37 %, Tendenz steigend). Die repräsentativ erhobenen Daten von 2010 wurden bis 2013 nicht aktualisiert. Die aktuellen Nutzungszahlen von RTR sind in der Broschüre «Ciras e fatgs» zu finden.

## Fussnoten
1. 1 2  Über uns. (Memento des Originals vom 30. Dezember 2014 im Internet Archive)  Info: Der Archivlink wurde automatisch eingesetzt und noch nicht geprüft. Bitte prüfe Original- und Archivlink gemäß Anleitung und entferne dann diesen Hinweis. rtr.ch
2. ↑  100 Jahre rätoromanisches Radio (1). Abgerufen am 27. Dezember 2024.
3. ↑  «Ein öffentliches Medienhaus hat nicht arrogant zu sein – Punkt», WOZ, 5. Januar 2018
4. ↑  Minisguard – Play RTR. Abgerufen am 16. Juni 2021 (rätoromanisch).
5. ↑  Publicaziuns – Cifras e fatgs. 29. April 2020, abgerufen am 16. Juni 2021 (rätoromanisch).